# Namíbia nos Jogos Olímpicos de Verão de 1992
A Namíbia competiu nos Jogos Olímpicos pela primeira vez nos Jogos Olímpicos de Verão de 1992 em Barcelona, Espanha.

## Medalhistas

### Prata
- Frankie Fredericks — Atletismo, 100 m masculino
- Frankie Fredericks — Atletismo, 200 m masculino

## Resultados por Evento

### Atletismo
- Frankie Fredericks

Maratona masculina
- Tuihaleni Kayele – 2:31.41 (→ 69º lugar)
- Lucketz Swartbooi – não terminou

### Boxe
Peso Meio-médio (– 67 kg)
- Harry Simon
  1. Primeira Rodada – Perdeu para Aníbal Acevedo (Porto Rico), por pontos (11:13)

### Natação
100 m peito masculino
- Jörg Lindemeier
  1. Eliminatórias – 1:06.34 (→ não avançou, 43º lugar)

200 m peito masculino
- Jörg Lindemeier
  1. Eliminatórias – 2:24.88 (→ não avançou, 40º lugar)

50 m livre feminino
- Monica Dahl
  1. Eliminatórias – 27.45 (→ não avançou, 37º lugar)

100 m livre feminino
- Monica Dahl
  1. Eliminatórias – 59.05 (→ não avançou, 35º lugar)

100 m borboleta feminino
- Monica Dahl
  1. Eliminatórias – 1:06.58 (→ não avançou, 46º lugar)